# Saint-Jouin-de-Marnes
Saint Jouin-de-Marnes ist eine Commune déléguée in der westfranzösischen Gemeinde Plaine-et-Vallées mit 535 Einwohnern (Stand 1. Januar 2022). Sie liegt im Département Deux-Sèvres in der Region Nouvelle-Aquitaine und ist vor allem durch ihre romanische Abteikirche bekannt.

## Lage
Saint Jouin-de-Marnes liegt ca. 90 Meter ü. d. M. und etwa 50 Kilometer in nordwestlicher Richtung von Poitiers entfernt in der von Anhöhen durchsetzten Kulturlandschaft des Haut-Poitou. Der Kantonshauptort Parthenay liegt etwa 34 Kilometer südwestlich; etwa auf halber Strecke dorthin liegt der Ort Airvault.

## Bevölkerungsentwicklung
| Jahr      | 1968 | 1975 | 1982 | 1990 | 1999 | 2006 |
| Einwohner | 769  | 747  | 698  | 658  | 560  | 603  |

## Wirtschaft
Landwirtschaft und Handwerk spielen schon seit Jahrhunderten die dominierende Rollen im Wirtschaftsleben der Gemeinde. Seit den 1970er Jahren ist der Tourismus in Form der Vermietung von Ferienwohnungen hinzugekommen.

## Geschichte
Die Ortschaft hatte bereits in gallo-römischer Zeit eine Vorgängerin namens Ensio (später Ension). Sie lag an einer Römerstraße, die von Poitiers nach Angers führte und auch „Weg des Heiligen Hilarius“ genannt wird. Die Existenz dieses Verbindungswegs hat erheblich zur späteren Entwicklung des klösterlichen Lebens an diesem Ort beigetragen. Ende des vierten Jahrhunderts soll ein gewisser Jovinus (französisch Jouin) zusammen mit einer kleinen Schar von „Jüngern“ die Einsamkeit in den Wäldern der Region gesucht haben. Der Legende nach hat Jovinus um das Jahr 342 ein Oratorium nahe dem Ort Ensio gegründet.
Das später gegründete Kloster, das zunächst den Namen des Dorfes führte, sollte eines der ersten Zentren zur Verbreitung des Christentums in der Region werden. Es gilt – nach Saint-Martin-de-Ligugé (Vienne), das 361 vom Heiligen Martin von Tours gegründet wurde – als das zweitälteste Kloster Frankreichs. Die Predigten und das wohltätige Wirken seines Gründers führte zu seiner Verehrung als Heiliger Jovinus. Seine Gebeine wurden später als Reliquien in der kleinen karolingischen Klosterkirche aufbewahrt. Die Abtei trug dann auch seinen Namen.

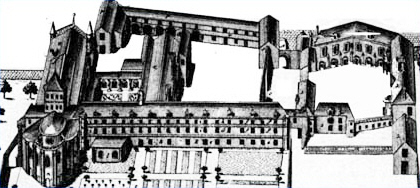
Abteigebäude gegen Ende des 17. Jhs., von Osten

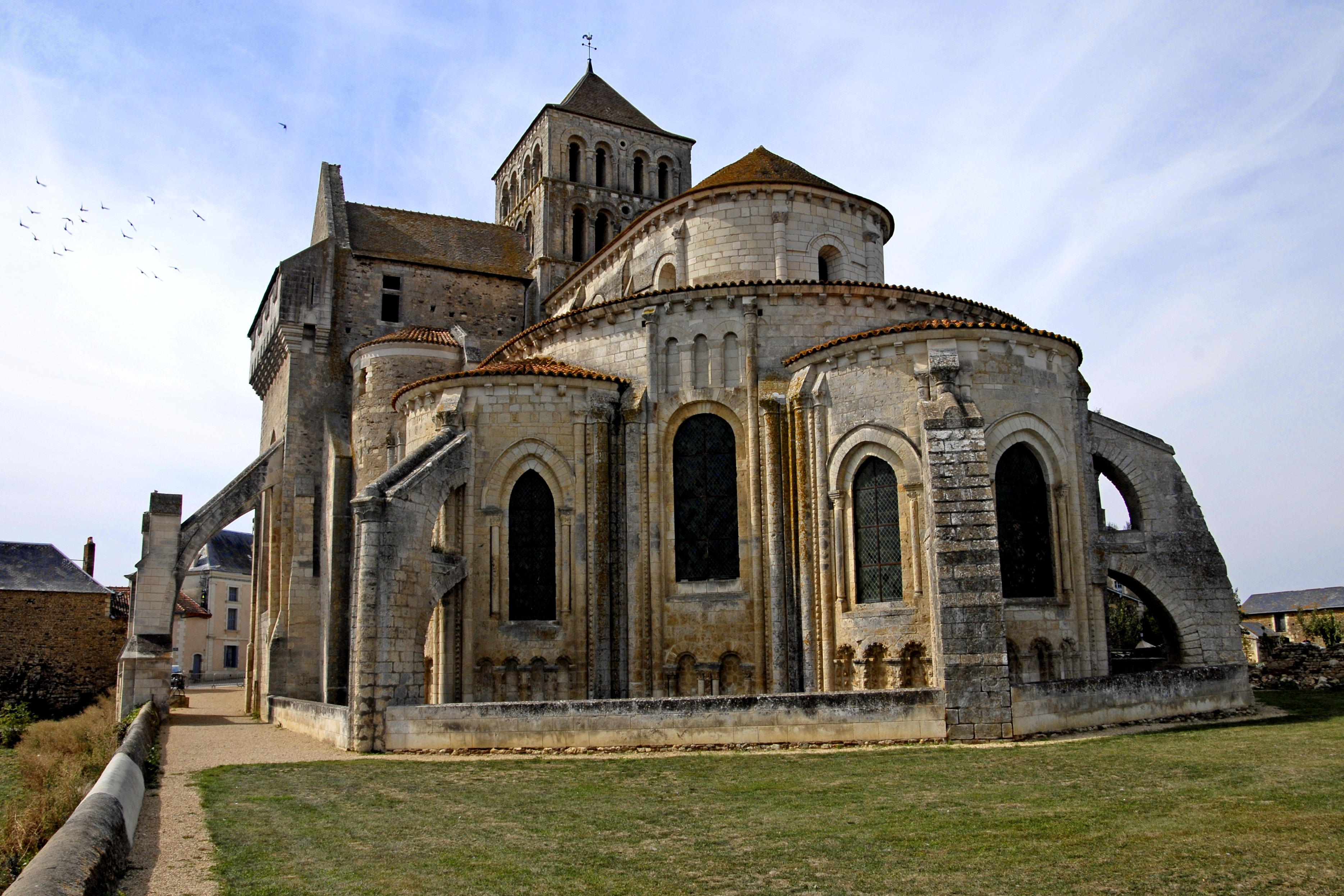
Saint-Jouin-de-Marnes – Chorhaupt der romanischen Abteikirche

Westfassade gegen Ende des 19. Jh.

Im Verlauf des 7. Jahrhunderts betraute Felix, der Bischof von Nantes, den später heiliggesprochenen Martin von Vertou mit der Missionierung des Südens seiner Diözese und des Poitou. Seine Mission führte ihn auch nach Ension, wo er ein mehr oder weniger geregeltes gemeinschaftliches Klosterleben vorfand. Es gelang ihm, den Mönchen die Regel des heiligen Benedikt als Lebensform aufzuerlegen. In den Kriegen zwischen Pippin, Karl dem Großen und Hunold Herzog von Aquitanien in der zweiten Hälfte des 8. Jahrhunderts flohen die Mönche aus ihrer Abtei.
In den Zeiten der Normanneneinfälle, zu Beginn des 9. Jahrhunderts, blieb die Abtei zunächst von jeglicher Verwüstung verschont, da sie abseits schiffbarer Flüsse lag. Im 9. Jahrhundert konnte sich die Abtei Saint-Jouin zu einem Zentrum klösterlicher Kultur im Haute-Poitou entwickeln. In anderen Gebieten der Region mussten die Mönche der von den Wikingern überfallenen und geplünderten Klöster fliehen. Zahlreiche dieser Flüchtlinge fanden Zuflucht in Saint-Jouin. Zum Beispiel verließen die Mönche der Abtei des Heiligen Martin von Vertou ihr Kloster unter Mitnahme der Reliquien ihres Gründers. Im Jahre 843 zogen sie sich mit Unterstützung Ludwigs des Frommen nach Ension zurück. Sie gaben dem Kloster neue Impulse, indem sie dort die mittlerweile vergessene Regel des Heiligen Benedikt wieder aufleben ließen.
Im Jahr 878 stellten die Mönche die alte karolingische Kirche auf dem heutigen Standort der Abteikirche wieder her. Etliche der Flüchtlinge brachten wertvolle Reliquien mit, die Saint-Jouin zu einem beliebten Ziel werden vieler Pilger wurde, deren Spenden den Wohlstand der Abtei förderten.
Saint-Jouin befand sich auf direktem Weg zwischen Angers und Poitiers, der dort in die Via Turonensis mündete, und lag damit an einer wichtigen Strecke des Jakobswegs nach Santiago de Compostela, der im 11. und 12. Jahrhundert zu besonderer Blüte anwuchs.
Im Jahre 1356 fiel die Region in die Hände der Engländer. Verwüstungen wurden hauptsächlich zwischen 1369 und 1374 begangen. Im Jahre 1372 kappten die Engländer den Südturm von seinem kleinen Glockenturm. In der zweiten Hälfte des 14. Jahrhunderts, während des Hundertjährigen Kriegs (1339–1453), erweiterte man die Befestigungen der Abtei zum Schutz gegen die Engländer und gegen plündernde Horden. Die Kirche wurde in Teilen wehrtechnisch nachgerüstet. Im Jahr 1422 erweiterte man die Befestigungsanlagen der Klostergebäude, trotzdem wurden die Abteigebäude in den Hugenottenkriegen (1562–1598) erheblich beschädigt.
Im 17. Jahrhundert schloss sich das Kloster der Reformbewegung von Saint-Maur an und erlebte nochmals eine kurze Blütezeit, doch bereits im Jahre 1770 wurde es gänzlich aufgegeben. In der Revolutionszeit blieb die Kirche weitgehend intakt, wohingegen die Abteigebäude nahezu vollständig abgerissen und als Steinbruch genutzt wurden. Im ausgehenden 19. Jahrhundert wurde der halbverfallene Kirchenbau grundlegend restauriert.
Die Gemeinde Saint Jouin-de-Marnes wurde am 1. Januar 2019 mit Oiron, Brie und Taizé-Maulais zur Commune nouvelle Plaine-et-Vallées zusammengeschlossen. Sie hat seither den Status einer Commune déléguée.

## Sehenswürdigkeiten

### Sonstige
Der Ort hat ansonsten keine bedeutsamen Sehenswürdigkeiten, eignet sich aber gut als Ausgangspunkt für Wanderungen in die wald- und wasserreiche Umgebung.